# Marble Mountains
Die Marble Mountains sind eine Bergkette im San Bernardino County im US-Bundesstaat Kalifornien.
Die Gebirgskette befindet sich zentral im San Bernardino County und damit weit abseits der Küsten im landesinneren südlichen Teil des Staates. Südlich der Bergkette befindet sich die Stadt Cadiz, nördlich Amboy. Im Vergleich zu anderen Gebirgen in Kalifornien und entlang der gesamten US-Westküste sind die Marble Mountains relativ niedrig, der höchste Gipfel erreicht eine Höhe von 685 Metern. Aufgrund der geografischen Lage herrscht eher kontinentales Klima vor, Schnee fällt hingegen wegen der südlichen Lage sehr selten. Die Gegend ist wegen ihrer Nähe zur Mojave-Wüste relativ schwach besiedelt und wüstenähnlich, daher ist auch die landschaftliche Nutzung gering. Vereinzelt ist die Region Ziel von Naturfreunden, Wanderern oder Sportlern.